# 1969-es vívó-világbajnokság
Az 1969-es vívó-világbajnokságot október 1. és 13. között rendezték meg Havannában, Kubában. Összesen nyolc számban avattak világbajnokot.

## Éremtáblázat
*   Magyarország
| Helyezés | Nemzet        | Arany | Ezüst | Bronz | Összesen |
| 1.       | Szovjetunió   | 5     | 3     | 1     | 9        |
| 2.       | Lengyelország | 1     | 2     | 1     | 4        |
| 3.       | Románia       | 1     | 1     | 1     | 3        |
| 4.       | NSZK          | 1     | 0     | 0     | 1        |
| 5.       | Magyarország  | 0     | 2     | 3     | 5        |
| 6.       | Svájc         | 0     | 0     | 2     | 2        |
| Összesen | Összesen      | 8     | 8     | 8     | 24       |

## Eredmények

### Férfi
| Versenyszám                       | Arany | Ezüst | Bronz                                                                                         |
| --------------------------------- | --- | --- | --------------------------------------------------------------------------------------------- |
| Párbajtőr egyéni (október 9–10.)  | Bohdan Andrzejewski · Lengyelország                                                                        | Alekszej Nyikancsikov · Szovjetunió                                                                      | Carl von Essen · Svédország                                                                   |
| Párbajtőr csapat (október 12–13.) | Szovjetunió · Alekszej Nyikancsikov · Hrihorij Krissz · Szergej Paramonov · Igor Valetov · Georgi Zažitski | Magyarország · Kulcsár Győző · Nemere Zoltán · Fenyvesi Csaba · Schmitt Pál · B. Nagy Pál                | Svédország · Rolf Edling · Carl von Essen · Hans Jacobson · Orvar Jönsson · Lars-Erik Larsson |
| Tőr egyéni (október 2–3.)         | Friedrich Wessel · NSZK                                                                                    | Vaszil Sztankovics · Szovjetunió                                                                         | Ryszard Parulski · Lengyelország                                                              |
| Tőr csapat (október 5–6.)         | Szovjetunió · Viktor Putyatyin · Jurij Sarov · Leonyid Romanov · Vaszil Sztankovics · German Szvesnyikov   | Lengyelország · Ryszard Parulski · Lech Koziejowski · Jerzy Kaczmarek · Marek Dąbrowski · Witold Woyda   | Románia · Ion Drîmbă · Mihai Țiu · Haukler István · Falb Gyula · Ștefan Ardeleanu             |
| Kard egyéni (október 3–4.)        | Viktor Szigyak · Szovjetunió                                                                               | Kalmár János · Magyarország                                                                              | Bakonyi Péter · Magyarország                                                                  |
| Kard csapat (október 7., 9.)      | Szovjetunió · Viktor Szigyak · Mark Rakita · Vlagyimir Nazlimov · Eduard Vinokurov · Umjar Mavlihanov      | Lengyelország · Jerzy Pawłowski · Józef Nowara · Zygmunt Kawecki · Krzysztof Grzegorek · Janusz Majewski | Magyarország · Bakonyi Péter · Kalmár János · Kovács Attila · Kovács Tamás · Meszéna Miklós   |

### Női
| Versenyszám                 | Arany                                                                                       | Ezüst | Bronz                                                                                               |
| --------------------------- | ------------------------------------------------------------------------------------------- | --- | --------------------------------------------------------------------------------------------------- |
| Tőr egyéni (október 6–7.)   | Jelena Novikova · Szovjetunió                                                               | Drimba-Gyulai Ilona · Románia                                                                                     | Svetlana Tširkova · Szovjetunió                                                                     |
| Tőr csapat (október 11–12.) | Románia · Drimba-Gyulai Ilona · Szabó Orbán Olga · Maria Vicol · Ana Ene · Suzana Ardeleanu | Szovjetunió · Alekszandra Zabelina · Jelena Novikova · Svetlana Tširkova · Taccjana Szamuszenka · Galina Gorohova | Magyarország · Kollányi Katalin · Mendelényi Judit · Simonffy Ágnes · Szolnoki Mária · Rejtő Ildikó |